# شبح اپرا (فیلم ۱۹۶۲)
شبح اپرا (انگلیسی: The Phantom of the Opera) یک فیلم ترسناک بریتانیایی به کارگردانی «ترنس فیشر» است که در سال ۱۹۶۲ منتشر شد. این فیلم بر پایه رمان شبح اپرا اثر گاستون لورو ساخته شده‌است.
موسیقی فیلم بخشی از «توکاتا و فوگ در ر مینور» ب.و. فا ۵۶۵، اثرِ یوهان سباستیان باخ است.

## بازیگران
- هربرت لام
- مایکل گاف
- هیثر سی‌یرز
- یان ویلسون
- ادوارد دی‌سوزا
- ثورلی والترز
- پاتریک تروتون
- لیام ریموند
- مارن میتلند
- مایلز مالسون
- هارولد گودوین
- میریام کارلین
- رنه هیوستن
- کیث پایِت